# 風魔の小次郎
『風魔の小次郎』（ふうまのこじろう）は、車田正美による日本の漫画作品。
大人気を博した『リングにかけろ』の次の連載作品。現代に生き残っていた忍びの闘いを描く。『週刊少年ジャンプ増刊号（1982年1月10日増刊）』（集英社）に読み切りとして『風魔の小次郎《序章》』が掲載され、その後、1982年3・4号から1983年49号まで『週刊少年ジャンプ』本誌に連載された。単行本はジャンプ・コミックス全10巻、ワイド版全6巻、文庫版全6巻、究極最終版全3巻。
1989年から1992年にかけてOVAが計3シリーズ作られた。また、2007年に実写作品として連続テレビドラマ化された。
2003年から車田正美原作で作画を由利聡が担当する続編『風魔の小次郎 柳生暗殺帖』が『チャンピオンRED』（秋田書店）で連載されたが2006年より休載。車田自身の執筆による『風魔の小次郎 序の巻』が同誌にて、2019年10月号から12月号まで連載。『風魔の小次郎 外伝 飛鳥無明帖』が同誌にて、2022年10月号から連載中。

## ストーリー
大きく分けて三部構成となっている。

### 第一部・夜叉篇
高等学校・白凰学院（）の助っ人を依頼された風魔一族総帥は背後に別の忍の存在を嗅ぎ取る。それは関東一円の制圧を目論む学園・誠士館（）の陰で暗躍する夜叉一族であった。助っ人として派遣された小次郎一人による夜叉一族との対決は、小次郎が夜叉側の傭兵である超能力戦士（）・飛鳥武蔵に足を貫かれ絶体絶命のその時、風魔から選ばれた戦士たちが救援に駆けつけ、風魔一族と夜叉一族との全面対決の様相を呈することとなる。対決の中で夜叉一族の戦士たちは全滅するも、圧倒的な強さを誇る飛鳥武蔵の前に徐々に追い詰められていく風魔戦士たち。苦境を救ったのは伝説の剛刀・風林火山を手にした手負いの小次郎であった。風林火山の前に超能力（）を封じられた武蔵は次第に劣勢へと追い込まれていくが、小次郎のとどめの一撃を防いだのは飛鳥武蔵の手にする封印されていた長刀・伝説の黄金剣であった。遥かなる時を越え、二本の伝説の聖剣がここにあいまみえた。小次郎と武蔵の戦いは、飛鳥武蔵が戦う理由であった妹の死とともに終わりを告げる。
ドラマ版はこの『夜叉編』をベースとしている。

### 第二部・聖剣戦争篇
夜叉八将軍の敗北によって誠士館の目論見は潰えたかのように思われたが、夜叉一族は華悪崇（）なる集団の先兵に過ぎず、地区制圧は聖剣を巡るさらなる争いの序幕でしかなかった。この世には小次郎の風林火山、飛鳥武蔵の黄金剣を含む十本の聖剣が存在し、長い間それを巡って争いが続けられてきたのである。二つの聖剣の邂逅によって再び聖剣を巡る戦いが始まり、風魔を初めとする百三流ある忍集団が壊滅していく中で集結していく聖剣の正統戦士たち。秩序（）の5人と華悪崇（）の5人の正統戦士たちによる決戦は聖地と呼ばれる月で行われるが、それぞれが相打ちにより消えていく運命であった。果てしなく続いてきた聖剣戦争はまたしても来世に持ち越され、戦士たちの輪廻による戦いの運命は永劫に続くかと思われた。しかしその時、生まれ変わった風林火山と、それを手にする小次郎によって長かった聖剣戦争に終止符がうたれる。そして、十本の聖剣も神のもとへと帰した。

### 第三部・風魔反乱篇
聖剣戦争が終結して後三月。小次郎と竜魔の行方はようとして知れなかった。一方、華悪崇により滅ぼされた風魔一族に小龍・霧風・劉鵬以外にも危うく難を逃れて無事生き残った者たちがいた。その中に「新生風魔一族」を標榜し、古い考えを持つ同族を排除して一族の新しい再興を目指す一派が現れる。そしてその矛先は、霧風や小龍たちにも向けられた。敵の首領の使うマインド・コントロールによる凄惨な同士討ちの末、「敵のマインド・コントロールにかからないほどのマインド・コントロールを味方からかけられた」小次郎が勝負を制した。

## 登場人物
「声」はOVA版での、「演」はドラマ版での配役。
本作品では全編もしくは複数の部に登場している人物でも部ごとに立場・役回りが大幅に異なる場合が多いため、そのような人物でも、それぞれの部ごとに改めて記載した。

### 第一部

#### 風魔一族
実在していたと言われる北条氏に仕えた忍集団。下記の九忍（9人）は風魔内でも最強の戦士たちで、夜叉一族との全面戦争時に人選された者である。夜叉のように素顔をシルエットで隠して登場したのは一回のみ（竜魔、劉鵬、項羽）で、後は全員登場時は素顔で登場している。『風魔の小次郎』とは史実の風魔一族の総帥風魔小太郎と佐々木小次郎をかけたもので、ライバルの飛鳥武蔵も宮本武蔵から名付けられた。
小次郎（こじろう）
声：難波圭一/演：村井良大
主人公。風魔一族の戦士。修行中の身ながら、群がりくる蜂を木刀一本で全部打ち落とせるほどの動体視力・反射神経を持つ。飛鳥武蔵をして「成長したら恐ろしい存在になる」と言わしめるほどにその潜在能力は高いものの、思慮に乏しく猪突猛進の嫌いがあり、総帥いわく「バカ」らしい。柳生蘭子から授けられた“剛刀・風林火山”（木刀）により、サイキックソルジャーや超能力集団の華悪崇（カオス）とも互角以上に戦えた。八将軍戦は後半のみの登場で風林火山を持って妖水、黒獅子を倒した。
原作の第一部ではコミカルな描写も多かったが、第二部以降はコミカルな部分は影を潜めるようになる。
なお、原作（第一部）においては竜魔たち登場以後から風林火山受領までの間は昏睡状態だったため、ほとんど出番はなかったが、OVA版では琳彪暗殺と同時に意識を取り戻した上、小龍が看破した項羽に化けた白虎に対し自らの怪我を押してまで琳彪の敵を討とうとした。
ドラマ版では原作以上に活発なやんちゃ坊主として描かれており、霧風ら風魔の一部のメンバーからは忍に不向きと手厳しい意見が出ている。しかし、その高い身体能力と鋭い洞察力に関しては一目置かれているようである。偶然にも風林火山の所有者となり、武蔵のサイキックすら容易く跳ね返すほどの力を手に入れる。長い修練を経て、風林火山をモノにすることができた。風を操ることができ、風の動きを読み取ることができる。
必殺技：風魔烈風剣（）
キャラクターソング：烈風の証
竜魔（りょうま）
声：堀秀行/演：進藤学
隻眼であり、ふたつ名は「風魔の独眼竜」。左顔面に大きな裂傷痕がある。超能力を駆使し、風林火山所持後の小次郎を除けばおそらく風魔最強。同時に小次郎たちの良きリーダーでもある。戦闘では、不知火を瞬殺、陽炎も「風魔死鏡剣」で圧倒。サイキックパワーは飛鳥武蔵に劣るものの念動力、戦闘用サイキック（火炎も若干使える）、マインドコントロールといった能力を持っている。
ドラマ版では左目に眼帯をしており、それを外すことでサイキックを行使できるようである。3年前、霧風と劉鵬を助けた際に左目を失ったことでサイキックソルジャーとして覚醒した。しかし、強大なサイキックの力は竜魔の体を蝕んでいる。使いすぎると死ぬらしい。
必殺技：風魔死鏡剣（）
キャラクターソング：魔鏡の射手
劉鵬（りゅうほう）
声：屋良有作/演：高山猛久
8人中最大の巨漢。石灯篭を粉々にするほどの豪腕を誇る戦士。黒獅子同様ただの怪力。実は夜叉編で唯一未戦闘で生き残った戦士。
ドラマ版では巨漢を強調するところは省かれ平均的体型になっている。小次郎や小龍など、風魔の中では未熟なメンバーにとっての良き兄貴分として立ち回る姿が強調されている。また小次郎と同様、コミカルなシーンが多い。あまり活躍できなかった原作とは違い、ドラマ版では風魔随一のパワーと忍としての高い身体能力を発揮し、黒獅子との柔道勝負を制する。
項羽（こうう）
声：中原茂/演：坂本直弥（ON/OFF）
羽を使う戦士。白い羽は敵の周囲に舞い自由を奪い、青い羽は一直線に、赤い羽は弧を描いて、黒い羽（影羽）は他の羽の真下をとぶ。小龍の双子の兄。追いついてきた白虎にとどめを刺すところで紫炎に乱入され自ら敷いた白羽陣が燃やされるなど窮地に追い詰められ、最終的には影羽による紫炎との相討ちという形で落命し風魔側の戦死者第一号となった。
ドラマ版では原作以上に飄然とした人物となっており、原作にもある「項羽の悪ふざけ」を膨らませる形で悪ふざけを好む性格になっている。また小龍の才能を誰よりも認めている、良き兄としても描かれている。小龍いわく「特技は悪ふざけと総帥へのご機嫌取り」だが、総帥のご機嫌取りに関しては真相は定かではない。左利きであるが左右どちらでも羽を投げられる。むしろ弟・小龍の方が左で投げた描写は多い。
必殺技：項羽白羽陣（）
キャラクターソング：約束の羽
小龍（しょうりゅう）
声：中原茂/演：坂本和弥（ON/OFF）
項羽の双子の弟。兄と同じ羽を使った技を使う。兄に化けていた白虎の正体を見破り、兄と琳彪の仇をとる。能力・性格など兄の項羽との差異は不明である。
ドラマ版では自分よりも優れており、ほぼ同じ技を使う兄項羽に対し、コンプレックスを持つ皮肉屋な人物として描かれていた。そのため、他の風魔メンバーとの折り合いが悪かったが、白虎との死闘を経て克服し、亡き項羽を再び兄として見るようになった。
必殺技：小龍白羽陣（）
キャラクターソング：約束の羽
琳彪（りんぴょう）
声：山寺宏一/演：高橋剛
項羽に化けた白虎に背後から倒される。能力は不明。
ドラマ版では蹴りを中心とし、木刀を併用した格闘術で戦う。白虎から不意打ちを受けた後もそれなりに奮戦するも、敢え無く倒されてしまった。
霧風（きりかぜ）
声：飛田展男/演：古川雄大
霧を自在に操る。霧を遣って相手を幻惑したり、少しの湿気さえあれば自身で霧を発生させることもできる。実力も確かで雷電、闇鬼を葬った。
ドラマ版では原作以上にクールかつ厳しい人物として描かれており、小次郎とは正反対の気質の持ち主である。しかし、仲間の死を悲しむなど、冷酷な人物ではない。小次郎いわく、「皆で遊びに行っても先に帰っているような奴」。昔、自分のせいで竜魔が左目を失ったと思っており、小次郎に同じ過ちをさせないために小次郎につらくあたっているらしい。
必殺技：風魔霧幻陣（）
キャラクターソング：幻奏
兜丸（かぶとまる）
声：小林通孝/演：八代真吾
小次郎たちに合流するため柳生屋敷に向かう途中武蔵と遭遇。一太刀で倒される。能力は不明。
ドラマ版では寡黙な青年として描かれている。麗羅と同様に早い段階から小次郎と合流している。雷電と同じく雷を操ることができる模様。武蔵とはそれなりに戦い、武蔵の本体を見破ったものの、あえなく倒される。
麗羅（れいら）
声：関俊彦/演：鈴木拡樹
兜丸とともに武蔵と遭遇。反撃するもなすすべなく武蔵の前に倒れる。
ドラマ版では小次郎とは同期の忍ということで、原作以上に親しい間柄になっている。無邪気でやんちゃな心優しい少年だが、時には自分勝手な小次郎を一喝する鋭さを見せる。また敵に対しては容赦しない冷徹さも持ち合わせている。木刀の持ち方は小次郎に教えてもらったらしい。朱麗焱には2つのタイプがあり、妖水に使用した連発タイプと、武蔵に使用した単発タイプがある。
必殺技：風魔朱麗焱（）
キャラクターソング：朱き焔
風魔総帥
声：田中秀幸
風魔一族の総帥。蘭子の求めに応じて小次郎を白凰学院に送り出す。第二部で華悪崇の攻撃により風魔の里が全滅した際に殺されたものと思われる。
小桃
原作、ドラマ版とも第一話で登場した風魔一族の少女。第二部で華悪崇の攻撃により風魔の里が全滅して以降は登場しないが生存しており、続編『風魔の小次郎 柳生暗殺帖』にて成長した姿で登場している。

#### 白凰学院
柳生 蘭子（やぎゅう らんこ）
声：小山茉美/演：亜弓
白凰学院武道指南役。姫子の依頼を受け、風魔に救援を請いに来た。小次郎との別れ際に風林火山を渡す。飛鳥武蔵とも以前から面識があるらしく、お互い名前で呼び合っている。ムチの使い手。
ドラマ版では、竜魔に思いを寄せており、告白するもあっさりと断られるが別れの時に眼帯を受け取ることになる。
北条 姫子（姫）（ほうじょう　ひめこ）
声：水谷優子/演：川原真琴
前総長だった亡き祖父の跡を継ぎ、現役の白凰学院学生ながら現在の白凰学院総長を務める美少女。北条氏の直系の子孫で風魔一族の主である。蘭子に絶大な信頼をよせている。
ドラマ版では、小次郎と相思相愛の仲になる。
氷川（ひかわ）
ドラマ版オリジナルの白凰学院の将棋部生徒。決勝戦で西脇と対戦する。主審に注意されるも西脇に白凰に戻るように説得する。
ミキ
ドラマ版オリジナルの姫の友達。卒業できればどこの学校でもいいと言っている。
トモ
ドラマ版オリジナル。
良子
ドラマ版オリジナルの柔道部マネージャー。

#### 誠士館
飛鳥 武蔵（あすか むさし）
声：速水奨/演：川久保拓司
誠士館最強の男。長尺の木刀と超能力を操る。本来はどの組織にも属さない流浪の傭兵だったが、ただ一人の肉親であり、心の支えでもある妹・絵里奈が余命1年の難病にかかっており、彼女の延命を図るために誠士館に雇われている。戦場においては圧倒的な戦闘力を誇り、聖剣戦争編では竜魔をして「敵に回せば華悪崇以上に恐ろしい男」とまで言わしめるほどであるが、生来は戦闘を好まない心優しい人物で、絵里奈が入院している病院の看護師にも丁寧な敬語で接する礼節さも持ち合わせている。絵里奈の前では一人称が「お兄ちゃん」になるなど、戦闘時とは違う顔を見せる。作品内で一度も負けたことが無い唯一の人物。
長刀の中には封印された伝説の聖剣“黄金剣”が隠されていたが小次郎が手に入れた同じく伝説の聖剣“風林火山”との戦いの中で封印を解かれ姿を現した。
ドラマ版では黄金剣の設定が違うので、彼の所有する長刀は普通の木刀である。原作と同じくサイキックソルジャーであり、竜魔と互角以上の力を使えるが、竜魔とは違い酷い体力の消耗は起こっていない様子である。小次郎との決戦に敗れた後、風林火山の力により超能力を失った。
必殺技：飛龍覇皇剣（）
キャラクターソング：覇皇星
飛鳥 絵里奈（あすか えりな）
声：本多知恵子/演：今泉野乃香
武蔵の妹で不治の病である脳膜内複合水腫によって入院中であるが、病床にあっても兄・武蔵のことを非常に心配している。武蔵と小次郎の戦いの最中に容態が急変、武蔵が小次郎に止めを刺そうとした刹那、彼の心の中で小次郎に止めを刺さないよう、そして傭兵をやめるよう訴えながら絶命した。しかし死後も思念のみが武蔵の中で生き続けており、聖剣戦争編では聖地へ赴こうとする武蔵を案じ、聖地へ行かないよう説得していた。
ドラマ版では小次郎とメル友になり、壬生との面識もある。武蔵と小次郎の対戦中に高熱を出し、幽体離脱（?）して武蔵の元へ行き、戦いをやめるように説得する。
西脇
ドラマ版オリジナルの誠士館の引き抜きに応じた元白凰学院の将棋部生徒。決勝戦で白凰学院の氷川とそれなりの対戦をするも敗れる。勝ち続けていたためか監視が外れ、人質も解放されたため白凰学院の復学手続きをする。

#### 夜叉一族
誠士館を支配する108人の忍。誠士館の学生に紛れて暗躍している。
壬生 攻介（みぶ こうすけ）
声：井上和彦/演：藤田玲
飛鳥武蔵と並び立つ誠士館最強戦士の一人。小次郎が白凰学院にやってきてから最初に戦った夜叉。クールな性格ながら、OVA版では初戦にて敗退した小次郎を見逃すなど、夜叉の中では比較的温厚な方である。樹齢3000年の一位樫で作らせた100年に一度の名刀を使う。小次郎と戦い深手を負い武蔵に介抱されるが、以後の登場はなし。
ドラマ版では夜叉姫の弟であり、原作のクールさはほぼ皆無で、血気盛んな性格となっている。八将軍登場後も退場せず、自分を負かした小次郎への打倒に執念を燃やしている。また武蔵とはかなり親しい様子であるが、彼の実力を妬ましく思ってもいる。黄金剣を奪ってからは冷酷な部分が目立ち始める。陽炎いわく、「壬生の剣は大気を凍らせる」。陽炎の言葉に踊らされるもようやく武蔵が正しかったことに気づき、陽炎を殺し、小次郎と対峙、霧氷剣の種を破られ敗北する。死の前に、武蔵に黄金剣を託す。
必殺技：霧氷剣（）
キャラクターソング：氷葬
影三兄弟【水影（みずかげ）・闇影（やみかげ）・月影（つきかげ）】
夜叉姫からの抹殺指令の下、連日活躍する小次郎を倒すため派遣された。蘭子に宙吊りにされた小次郎に手も足も出ず敗北。
ドラマ版の登場は無い。
夜叉姫（やしゃひめ）
声：平野文/演：岡本奈月
誠士館の総長にして、夜叉一族の頭領。華悪崇登場まで顔は隠されていたが平安貴族のような眉(殿上眉)であった。八将軍全滅後、北条姫子に救済を求めるが口封じに華悪崇に始末されてしまう。
OVA版でも武蔵の回想シーン以外、原作同様第二章序盤まで素顔が隠された状態で描かれていた。
ドラマ版では黄金剣を奪った弟の壬生を「忍に兄弟の情など無用」と殺すよう命令する。103流の忍び一族の統一と十聖剣の奪取が目的。終盤、陽炎の裏切りに遭い、命を狙われるも壬生により難を逃れる。しかし、夜叉一族が皆、己のことしか考えていなかったことが敗因であることを悟り壬生、武蔵らが敗れた後自害し、夜叉一族は壊滅した。
矢の使い手
原作では夜叉の招集のための矢を放つシーンにのみ登場する名前も無いキャラクターだったが、ドラマ版では魔矢（まや）という名前で最終決戦において蘭子と対戦する。
夜叉下忍（やしゃげにん）
原作・OVAにおいて後述以外に蘭子たちをつけていた4忍の下忍が登場しており、依頼の手紙と写真を奪い報告に戻ろうとするも追撃に来た小次郎に全員倒され、奪われた写真と手紙を取り戻した。
ドラマ版においては白凰学院と誠士館の対決が原作より多く描かれており、そのため下忍の活躍の場も原作以上に多い。
野球部…原作で登場した投手は小次郎のピッチャー返しを顔面に受けて再起不能になった。ドラマ版では小次郎によりすぐにやられる。
サッカー部…ドラマ版で3忍登場。小次郎よりも女装が下手。原作でも小次郎はサッカー（男子）の試合に出場した。
ボウリング部…ドラマ版で3忍が裏で隠れて仕組みを働くも竜魔にやられる。
パティシエ部…ドラマ版で白凰の調理器具に細工をする。隠れて見ているところを兜丸にやられる。
その他…ドラマ版で風魔4忍の前にあっさりとやられる。

#### 夜叉八将軍
誠士館が制圧した地区を押さえている夜叉一族最強の戦士たち。登場時は素顔はシルエットで隠され体格の極端に違う黒獅子以外は容姿・体格は見分けがつかず、素顔不明のままの瞬殺された不知火以外は戦闘時に素顔が明かされる。ただし、OVA版では序盤から瞬殺された不知火も含めて全員素顔が描かれた状態で登場している。
不知火（しらぬい）
演：板橋春樹
八将軍の集結時に割り込んだ竜魔によって武蔵すら気付かぬ隙に倒された。原作においては容貌と能力は不明。セリフは「不知火」と名乗りを上げただけ。
OVA版では新たに素顔が設定され、その名の通り鬼火を纏って登場だがいつの間にか倒されたところは同じ。
ドラマ版ではナックルと呉鈎での攻撃を得意とする。竜魔と互角の格闘戦を展開するも、死鏡剣によって粉々に砕かれた。
白虎（びゃっこ）
声：堀内賢雄/演：齋藤ヤスカ
項羽、小龍と対戦。項羽の白羽陣の前に倒れるも、止めを刺される前に紫炎に助けられる。意識覚醒直後に紫炎と相討ちになり倒れていた項羽を見るに及んで、彼の死が風魔一族に知られていない状況に乗じ項羽に変装、柳生屋敷に潜入する。屋敷では琳彪を項羽と思わせて不意打ちで倒すが、項羽との戦闘で受けた、羽遣いには本来ないはずの白羽陣の傷を小龍に気づかれ正体が露見、小龍の木刀による一撃を受けて重傷を負い、空蝉で逃走を図るも小龍の白羽陣の前に斃された。
ドラマ版では幼いころに夜叉に連れ去られて過酷な修行をさせられた中で生き残った2人のうちの一人。自分が化けた相手の技すらもコピーできるなど、原作以上に手強い相手となっており、小龍と互角の白羽陣を使い戦うが、項羽の遺した秘密の合図で隠し技を使った小龍の前に破れた。ドラマの内容が現代風にアレンジされたため、携帯電話で連絡を取るなどしている。
必殺技：白虎白羽陣（、ドラマ版、項羽白羽陣の模倣）
紫炎（しえん）
声：塩屋翼/演：丸山敦史
項羽と対戦。炎を使う。終始項羽を圧倒し致命傷を与えるも、項羽が最後に放った羽を避けた刹那、その真下を飛んできた影羽に心臓を貫通され落命。
ドラマ版では白虎と同じく、幼いころに連れ去られた生き残りの一人。術にも使用されるライターを鳴らすのが癖。一見冷淡に見えるが、白虎のことを「仲間」と呼ぶなど、身内に対しては不器用な優しさを見せる。原作漫画同様の最期を迎えた。
必殺技：夜叉紫砲炎
雷電（らいでん）
声：広中雅志/演：原田琢磨
霧風と対戦。雷を操る能力を持ち、落雷攻撃や電流を帯びた鎖分銅を操り戦う。一時は霧風を一蹴するも、倒したかに見えた霧風は実は幻。霧風の実態をつかめぬまま翻弄され倒された。
ドラマ版では原作に比べ好戦的かつ直情な人間臭さが抜けない人物として描かれており、その点から他の八将軍からも軽く見られていた様子。闇鬼とともに霧風と対峙、闇鬼に本体を教えてもらって霧風を攻撃し断崖に追い詰めるも、音騙しにまんまと騙されて自ら崖下に転落し、命を落とした。また、夜叉姫にはその気はなかったものの、彼女に対し異性として好意を抱いていた。
闇鬼（あんき）
声：堀川亮/演：遠藤公太朗
霧風と対戦。盲目の戦士。得物は棍で主に投擲して使う。盲目ゆえに幻影に惑わされることなく霧風の霧幻陣を完璧に見破り、遂には霧風を土壇場にまで追いつめた。しかし霧風にその能力を逆手に取られ、霧風の動向を察知していたにもかかわらず、断崖を飛び降りた霧風の幻影に騙された陽炎と妖水のやりとりを聞いて疑心暗鬼に陥り、崖上に一人残ったところを背後から霧風の一撃を受けて落命。
ドラマ版ではかなり冷静な人物として描かれているが、霧風の音騙しにより動揺したところを背後から木刀の一突きを受け、倒される。紫炎同様、原作漫画と同じ倒され方をした人物。
陽炎（かげろう）
声：小杉十郎太/演：田代功児
武蔵の制止も聞かず竜魔と対戦するも、竜魔の能力に翻弄され最終的に死鏡剣の前に粉々になる。木刀の他、長い棍も使う。
ドラマ版では壬生攻介と並んで大きく人物像が改変された人物の一人。痩せぎすであった原作と異なり、中性的で妖しげな雰囲気を纏った男。木刀と大振りの鉄扇を武器として使い、分身技も会得している。外部の人間である飛鳥武蔵に敵愾心を持ち、壬生攻介をけしかけて追い落としを図る。それが一因となり壬生が出奔するものの、自身は八将軍のうち6人が風魔に倒された責任を夜叉姫の前で追及して、武蔵を更迭させ代わりに指揮官の座を手に入れる。その後、妖水とともに霧風、小龍、麗羅と交戦、自身は霧風と対峙、お互い分身技を駆使して戦うも及ばず討たれたかに見えたが、実は夜叉の下忍を使った身代わりの術により死を免れており、そのまま夜叉姫の指揮下から離脱。実は最初から夜叉乗っ取りを企てており、壬生と武蔵を争わせたのも夜叉および風魔の弱体化を図るためだった。仕上げとして北条姫子をさらって風魔と武蔵を潰し合わせ、その隙に夜叉姫を殺して一族を掌握しようとするが、駆け付けた壬生によって計画は発覚。見苦しく足掻いた挙句に最期は壬生の黄金剣で身体を貫かれ、霧氷剣で凍結させられた。
必殺技：陽炎分身（、ドラマ版）
妖水（ようすい）
声：塩沢兼人/演：川田祐
小次郎と対戦。内側が鋭い刃になっている輪のついた鎖を操り敵の自由を奪う。風林火山所持後の小次郎の相手ではなく、風林火山で半身を縦に裂かれた。
ドラマ版では演じた俳優がヨーヨーの世界チャンピオンということもあり、武器もヨーヨーに変更された。待機中は常にヨーヨーで遊んでいる。強い嗜虐癖の持ち主で、陽炎とともに霧風、小龍、麗羅と対戦。自ら八将軍最強と豪語し、小龍、麗羅の2人を同時に相手して互角以上に渡り合い、小龍に白羽陣を使わせる隙を与えないなど実力を見せ付けるが、麗羅の朱麗焱が引火したヨーヨーを受け止めてしまい自身が炎上、狼狽したところを麗羅に木刀で一撃され絶命した。
黒獅子（くろじし）
声：銀河万丈/演：城田純
八将軍最大の巨漢。武蔵が夜叉一族を乗っ取ろうとしていると疑っている。眼前で陽炎と妖水が死亡してもまるで動じない冷淡さがある。妖水敗北後、巨岩を投げつけるなど怪力を武器に小次郎に襲い掛かるが風林火山の前に翻弄され倒される。黒獅子の死をもって夜叉八将軍は全滅した。
ドラマ版では巨漢を強調するところは省かれ平均的体型になっている。正々堂々と戦う武闘派として描かれており、劉鵬との関係も単なる敵というよりは良き好敵手という間柄になっている。劉鵬との柔道勝負で敗北後、壬生に用済みと見なされ黄金剣で惨殺されてしまう（粛清の理由は、後に「黒獅子が敵と通じている」と陽炎が壬生を唆したためと判明）。なお、原作連載時の次回予告の煽りにも劉鵬との怪力対決が示唆されていたが実現されなかった経緯があり、ドラマ版にてその対決は実現した。

### 第二部
第二部の設定に関連する重要な用語について述べる。
聖剣
第二部のキーワードとなる十本の剣の総称。それぞれ「風林火山」「黄金剣」「雷光剣」「紅蓮剣」「紫煌剣」「十字剣」「幻夢氷翔剣」「白朧剣」「征嵐剣」「鳳凰天舞」と名がついている。
約四千年前に大地を護り治めるために、神の手によって聖地（月）で作られたとされる伝説の十本の聖剣。それぞれが独特の能力を秘めており、神が認めた正統の戦士が手にすると、神と同等の力が発揮されると言われる。逆に正統でない者が手にしてもその十分の一も能力を発揮できず、聖剣の能力に飲み込まれて自滅する。
正統でない使用者が死亡した場合は正統戦士の元に戻り地面に突き立つ。正統戦士が死亡した場合はその場の地面に突き立つ。
最終的には皇帝との会話で聖剣戦争の仕組みを知った小次郎により、十本全ての聖剣が完全に破壊された。
正統の戦士
神に大地を護る使命と聖剣を持つ資格を与えられた十人の戦士。
秩序（）と混沌（）
正統の十戦士は何時のころからか“コスモ”と“カオス”という勢力に真っ二つに割れ、四千年もの間決着のつかない争いを続けてきた。転生を繰り返し現代に至る時の流れから聖剣も戦士も散り散りとなるが、輪廻による宿命を背負っており、カオスの胎動とともにコスモの戦士たちも聖剣に導かれるように集い始めていく。
聖剣戦争
コスモとカオスの二派に分かれ、四千年に渡り繰り広げてきた聖剣と大地をめぐる戦い。決戦の地は聖剣の故郷である月であり、神によって順・相手が両派の戦士から一人ずつ選ばれ戦う。しかし、そのいずれもが決着のつかないまま消滅する、という形で意図的に引き分けを維持されてきた。現代に至り、風林火山の力で強引に時間を遡り、皇帝を撃破した小次郎が十聖剣を全て破壊し神のもとに帰したことで、戦争は終焉し輪廻から解放された。

#### コスモ正統戦士
神の意思に従い、あくまでも大地の秩序を保つために聖剣を守ろうとする、現代に転生した5人のコスモ正統戦士たち。
小次郎（こじろう）
声：難波圭一
夜叉との抗争後、聖剣・風林火山を狙うカオスに襲われたことで聖剣戦争に巻き込まれる。カオスとの戦いに備えて、同じコスモの戦士を捜して行くことになる。
最終決戦では華悪崇皇帝と激突、一時は鳳凰天舞の力に圧倒されるも、進化を遂げた風林火山により互角に持ち込む。聖剣戦争の理により消滅しかけたが、竜魔の導きにより風林火山の力で現世へ帰還。華悪崇皇帝を撃破し十聖剣を破壊、四千年にわたる輪廻を断ち切った。
聖剣：剛刀・風林火山（ふうりんかざん）
能力：所有者の潜在能力を引き出し鋼鉄さえも断ち切る剛刀の聖剣。臨界点まで高めた剛力無双の腕力と疾風迅雷の脚力は、一たび動けば疾風の如き動きとなり、一たび静かなる林の如く緩徐なれば敵の視覚は惑わされ、一たび攻撃に転じれば烈火の如き怒濤の攻撃を生み出し、一たび防御に転じればその不動の山の如く敵を跳ね返す、風林火山を示す如く身体能力を顕現させる。所有者をとおしてサイキック戦士たらしめ、死界の入り口から生還させたり、時間を逆転させたりするなど時空を飛び越える力を発揮する。その真価は所持者の潜在能力を極限まで引き出し自らも成長し無限の力を発揮する。戦いの中で古い衣を脱ぎ捨て進化を果たし唯一、鳳凰天舞に対抗できる究極の聖剣となる。
飛鳥 武蔵（あすか むさし）
声：速水奨
妹である絵里奈の死後、彼女の菩提を弔うために不戦不殺を誓って山中の一寺に隠遁していたが、黄金剣を狙うカオスの襲撃を受け、否応なく聖剣戦争に関わることになる。襲撃直後に訪ねてきた小次郎からコスモ参加を打診されるがこれを拒否、コスモにもカオスにも属さない超然的立場をとる。
最終決戦では己の命を守るためにあえて戦争に参加。「お前たちも自分たちも命は一つ、今ここにいる自分こそが全て」と輪廻を否定し涅絽と交戦、雷光剣の性質と弱点を早々に見極め勝利を収めたが、聖剣戦争の理により消滅を余儀なくされた。
聖剣：黄金剣（おうごんけん）
能力：所有者の肉体の一部となり、所有者の感情をそのまま威力として爆発させる黄金の太陽の如き長尺の聖剣。対小次郎戦では怒涛の大波を呼び寄せ、対朱羅戦では大地を覆っていた氷を全て溶かし去り、また対涅絽戦においては振りかざす際に背後に太陽の幻影が浮かび上がった。
伊達 総司（だて そうし）
声：松本保典
武蔵を除けば、第2部で小次郎が最初に出会ったコスモ正統戦士。紅蓮剣の意思を介して聖剣戦争の事情を知っており、小次郎をはじめコスモの戦士たちをサポートしていく。
聖剣：紅蓮剣（ぐれんけん）
能力：その名の通り、紅蓮の炎で相手の全てを灰燼に帰す焔の聖剣。そしてその炎は聖剣戦争にて対戦した朱羅のみならず所有者である総司自身をも包み込んだ。
死牙馬（シグマ）
声：矢尾一樹
現代のコスモ正統戦士では一番の古株。前回の聖剣戦争以来、白霊山の山頂に突き立てた白朧剣の下に己の肉体を眠らせており、コスモの同志である小次郎が来たことによって虚空から魂が戻り、地下から再び出現した。全身に多数の傷跡を持つ。本人いわく小次郎は「四千年前から戦ってきた同志」とのこと。
聖剣：白朧剣（びゃくろうけん）
能力：死の瘴気を操り、魂魄を奪う無数の怨念が渦巻く異形の聖剣。刀身から発する朧げな白いオーラは相手の生命を吸い取り、邪悪なる者の魂の輪廻転生を許さず、刀身の内部に未来永劫封じ込め剣の力に変えてしまう幽明の理を冒涜する外道の聖剣。
竜魔（りょうま）
声：堀秀行
当初は小龍らと共に聖剣やカオスについて探っていたが、征嵐剣と伊達の導きによってコスモ正統戦士として覚醒する。
最終決戦では雄皇と対戦したが、風魔死鏡剣をあっさりと破られ、十字剣の力で大地の底へ落とされ死亡。しかし、聖剣の力で精神のみの状態で一時的に復活、十字剣の力が通じない空中へ雄皇を引きずり出し撃破した。その後、その意思は皇帝と相討ちになりかけた小次郎を死界から呼び戻す一助を担った。
聖剣：征嵐剣（せいらんけん）
能力：大地を切り裂いて竜巻で敵ごと天空へ引き上げる他、嵐の如き突風と共に操り出される一振りで相手の体を粉々に寸断し嵐を征する風の聖剣。

#### カオス正統戦士
自らの欲望のために神に逆らい聖剣を奪取し皇帝と名乗った一人の戦士と、聖剣の持つ魅力に負け皇帝の下に集った四戦士たちの集団。カオスは混沌(カオス)であり、また皇帝の名に因み華悪崇(カオス)である。その目的は十本の聖剣を全て手に入れ、人類の支配だけでなく大地そのものを神の手から奪い手中に収めること。全員が銀色の目と銀色の髪を持つ。原作版では邪火麗（ジャッカル）のみ瞳孔が銀色、眼球が赤色という異様な眼をしている。またアニメ版では銀色の設定がなくなり個々に髪や目の色も派手になる。なお神の言葉では「銀色の目と銀色の髪を持つ男」として華悪崇皇帝のみが上げられており、他の戦士達が同じ目と髪の色をしている理由は不明である。
各々が聖剣を所有するコスモの戦士と異なり、華悪崇側の聖剣は全て皇帝に捧げられており、他の四戦士は持ち主である皇帝より聖剣を預かる形になっている。そのため皇帝の勅命で正統戦士以外に聖剣が預けられることもあるが、聖剣の力を十分に発揮できるのはあくまで正統戦士だけである。朱羅が邪火麗の名を知らなかった事から正統戦士同士でも殆ど面識はないものと思われる。
涅絽（ネロ）
声：平松広和
冷静沈着で、華悪崇の参謀としての役割も担っている。皇帝の勅命を戦士たちに伝える立場でもあり、そのため邪火麗にその行動を疑われたこともある。武蔵と聖剣戦争で死闘を繰り広げる。
黄金剣の一撃で消えかけるも即座に戦線に復帰、雷光剣の力で一時武蔵を圧倒する。しかし、剣の性質を見切った武蔵の反撃を受けて雷光剣の牙を全て折られ、最後には投擲された黄金剣を受けて砕け散った。
聖剣：雷光剣（らいこうけん）
能力：刀身の側面から生える6本の牙が本体であり、その中に各々雷神が宿り封じられており、雷神の如き強烈な電撃と電光で相手を貫き倒す雷霆の聖剣。
邪火麗（ジャッカル）
声：古田信幸
華悪崇の中では珍しく、常に険しい顔をしている戦士。自身が預かる紫煌剣が亜沙悪に授けられたことに不満を持ち、皇帝に無断で戦士を動かしているのではないかと涅絽に詰め寄る。聖剣戦争では死牙馬と死闘を繰り広げた。
聖剣：紫煌剣（しこうけん）
能力：四千年の銀河の星の輝きで作られた聖剣。その輝きは相手の影のみを残し、本体を光の中に消し去ってしまう。また敵の攻撃を防ぐ光の輪を発生させる。十本の聖剣の中で最も美しく神秘的な力を秘めた光の聖剣。
朱羅（シュラ）
声：子安武人
伊達総司が小次郎や武蔵と接触し、コスモが三人まで揃ったことを受けて、彼らを倒すべく送られた三人のうち、唯一幻夢氷翔剣を預かる正統の戦士。武蔵と対戦するが、幻夢氷翔剣の威力をもって武蔵の妹・絵里奈を戦闘手段として使ったことが武蔵の逆鱗に触れ、彼の怒りを纏った黄金剣の威力によって幻夢氷翔剣の力を完全に封じられてしまい、遂には絶体絶命の窮地に追い込まれる。しかし武蔵に止めを刺される寸前に勅命を受けて迎えに来た涅絽が割って入り戦闘は中止。聖剣戦争では相反する聖剣を持つ伊達と戦いを繰り広げる。
聖剣：幻夢氷翔剣（げんむひしょうけん）
能力：周囲の大気を瞬時に氷結させ氷雪の世界を生み出し放たれる冷気の攻撃は敵を凍りつかせることができる。また相手の脳裏こと潜在意識の中に眠っている恐怖や憎しみ、愛する者の記憶を具現化し、それらの幻覚が襲い掛かる精神攻撃を掛けることができる肉体と精神を凍てつかせる氷結の聖剣。
雄皇（オズ）
声：草尾毅
正統の戦士中最後に登場。聖剣戦争では竜魔と戦いを繰り広げる。
聖剣：十字剣（じゅうじけん）
能力：一太刀当たれば相手を十文字に斬る力を持つが、その真価は大地を十文字の亀裂を刻み必殺の斬撃を放ち、また敵を十字剣そのものに磔にし大地の奥底に落とすことができる就縛と断罪の聖剣。その性質上空中では能力が使えず、決戦ではこの点を突かれて敗れることになった。
華悪崇（カオス）皇帝
声：鈴置洋孝
華悪崇に君臨する支配者。周囲を圧倒する存在感を持つ、聖剣と大地を手に入れる野心を抱いた神への反逆者。聖剣戦争の最後に聖地に登場し、小次郎と戦う。しばらくシルエットのみで素顔が描かれなかったが、これは作画上の演出ではなく実際に素顔が隠れており、風林火山が皇帝の鳳凰天舞と対等の力を持ったとき初めて見えてきたと小次郎が語っている。
小次郎との激突の中で聖剣戦争のからくり（聖剣戦争の対戦カードは全て、聖剣の力が全く対等になるよう神によって仕組まれており、どの対戦でも両方の戦士が死ぬ）に気づくが、風林火山の力によってそのシステムが捻じ曲げられ、人間である小次郎が運命を変えたことに動揺しながら敗れ去った。
聖剣：鳳凰天舞（ほうおうてんぶ）
能力：十本の聖剣の頂点に君臨する一振り。皇帝曰く、「神に等しき力を宿した、最も雄々しく最も神の力に等しい最強の聖剣」。その存在感は他の聖剣をひれ伏せてしまう。他の聖剣と戦士の魂を支配する力を持ち、聖剣と戦士の力を操ることさえできる。一たび振り下ろされれば、その力はあらゆるものを圧倒する至高の聖剣。
しかし風林火山が進化し、力が拮抗したことで能力が実質的に無効化される。時間を逆行させた後の小次郎の猛攻によりボロボロに破壊され、最後に地面に突き立ったところで切っ先から刀身の三分の一程度を残して崩れ去った。

#### その他の華悪崇戦士
紫苑（シオン）
声：島田敏
小次郎が最初に対峙した華悪崇戦士。風魔総帥を暗殺し、風魔の里を無人の壊滅状態にした後、帰郷してきた小次郎たちにサイキックで幻覚を見せ苦しめた。目の前で羅沙亜を倒され小次郎に挑むが、風林火山を手にした小次郎の前には手も足も出なかった。止めを刺される前に、雷光剣を回収に現れた華悪崇皇帝に小次郎が向かっていったため、生死は不明。竜馬の死鏡剣から間一髪逃れるなどサイキック能力は高い。
羅沙亜（ラシャア）
声：柴本浩行
皇帝の勅命を受け、紫苑とともにコスモの聖剣を探して、風魔など全国の忍の一族の本拠地を襲っていた。聖剣・雷光剣を手に飛騨一族の残党を全滅に追いやった後、小次郎より風林火山を奪取すべくその姿を現す。聖剣を持たない小次郎を雷光剣の力で圧倒するも、その後風林火山を手にした小次郎に真っ二つにされる。
亜沙悪（アーサー）
声：小野健一
華悪崇皇帝の勅命により紫煌剣を授けられて風林火山を持つ小次郎と対戦。序盤は紫煌剣の能力で小次郎を圧倒するが、正統戦士でないため聖剣の能力を十分に発揮させられず、風林火山によって紫煌剣の発する光をことごとくはね返され、朱羅に引くように言われるが意地になって小次郎を攻撃し、最後は反射された自らの光に体を貫かれて倒された。
堕毘穪（ダビデ）
声：菊池正美
亜沙悪同様、十字剣を授けられて紅蓮剣を持つ伊達総司と対戦。緒戦で大地を十字に裂き、総司を地の底に落としたと思い勝ち誇るが、実は十字剣の能力を十分の一も発揮することができておらず、正統な戦士ではないことを見抜かれて総司の反撃にあい、紅蓮剣の発した炎に包まれながら十字剣が作った大地の裂け目に落ちていった。なお正統戦士の朱羅に対して亜沙悪は対等の口利きだったが、堕毘穪は敬語で接していた。

#### その他
白霊山の魔女
声：松井菜桜子
白霊山の頂上で白朧剣を略奪者より守護する女性。その正体は山の頂に咲くコスモスの花の精霊。原作ではセーラー服を着ているがOVA版では巫女風の衣装に変更されている。
龍王院狂須（りゅうおういんクルス）
飛騨一族の御曹司で部下からは「若」と呼ばれる。何者かの奇襲により倒された総帥以下多数の戦士の仇として、一族の残党を率いて小次郎を含む風魔生き残り五人を取り囲むが、竜魔の言葉を信じて矛を収め、その場を去る。去り際に、各地の忍びの本拠地が襲われる事件の濡れ衣が風魔一族に掛かっていることを小次郎たちに教えるが、その後、雷光剣を持った羅沙亜に遭遇して全滅する。

### 第三部

#### 『旧』風魔一族
小次郎（こじろう）
生き残り最強5戦士の一人。聖剣戦争後行方知れずだったが竜魔とともに帰還。死紋に精神支配（マインドコントロール）された竜魔に襲われるが急所は外れていた。最後は精神支配の解けた竜魔に「他のあらゆる精神支配を拒否する精神支配」を受け、死紋を倒した。
竜魔（りょうま）
生き残り最強5戦士の一人。小次郎同様、聖剣戦争後行方知れずだったが帰還。死紋を相打ち覚悟で追い詰めるが最後の一瞬で精神支配され、小次郎らを襲う。小龍の機転で助かり、小次郎に「他のあらゆる精神支配を拒否する精神支配」をかける。夜叉篇から登場した風魔九忍の中では小次郎とともに最後まで生き残った。
小龍（しょうりゅう）
生き残り最強5戦士の一人。死紋に精神支配された竜魔に攻撃されるが影羽で失神させる。だが死紋のサイキック攻撃には手も足も出ず倒される。
霧風（きりかぜ）
生き残り最強5戦士の一人。わざと雷炎を逃がし後を追うが、死紋に精神支配され竜魔を襲う。竜魔に霧幻陣を破られ精神支配をした相手を問われるが、その質問をされると自決する精神支配をされており、自ら命を絶つ。
劉鵬（りゅうほう）
生き残り最強5戦士の一人。死紋のサイキック攻撃になすすべもなく倒される。
十蔵（じゅうぞう）
雷炎の不意打ちに倒れた。
魔仁、炎雷
名前のみ登場。容姿、能力、死因は不明。

#### 『新生』風魔一族
雷炎（らいえん）
声：菅原淳一
死紋に精神支配されており、十蔵殺害後はその矛先を小龍へと向けるが返り討ちに遭い捕らえられる。その後、わざと逃されるが死紋に用済みとみなされ殺された。
夢魔（むま）
声：森川智之
風魔一族唯一の精神支配の天才。一族の中でも最高の戦士の一人に数えられるが、逆に死紋に精神支配され操られていた。最初は反乱の首謀者と思われていた。竜魔とのサイキック合戦に敗れ、夢魔の背後に黒幕の存在を疑う竜魔に精神支配をした相手を問われるが、霧風同様に自決してしまう。
雷蔵（らいぞう）
声：石野竜三
死紋に精神支配された反乱首謀者のうちの1人。帰ってきた小次郎・竜魔に瞬殺される。
死紋（しもん）
声：堀内賢雄
最強の戦闘集団を持つことを夢見て風魔乗っ取りを企てる。「新生風魔一族」の全てを精神支配で操っていた夢魔以上の天才。その力の前に霧風、劉鵬、竜魔、小龍でさえも屈した。

## 書籍
| 単行本 集英社 ジャンプコミックス | 単行本 集英社 ジャンプコミックス | 単行本 集英社 ジャンプコミックス | 単行本 集英社 ジャンプコミックス |
| 巻数                             | 副題                             | 発売日                           | ISBN                             |
| -------------------------------- | -------------------------------- | -------------------------------- | -------------------------------- |
| 第1巻                            | 小次郎 出陣！の巻                | 1982年8月15日                    | 4-08-851471-8                    |
| 第2巻                            | 夜叉八将軍の巻                   | 1982年10月15日                   | 4-08-851472-6                    |
| 第3巻                            | 風林火山の巻                     | 1983年1月15日                    | 4-08-851473-4                    |
| 第4巻                            | 華悪崇の巻                       | 1983年4月15日                    | 4-08-851474-2                    |
| 第5巻                            | 聖剣伝説の巻                     | 1983年7月15日                    | 4-08-851475-0                    |
| 第6巻                            | コスモ集結の巻                   | 1983年10月15日                   | 4-08-851476-9                    |
| 第7巻                            | 聖剣戦争の巻                     | 1983年12月15日                   | 4-08-851477-7                    |
| 第8巻                            | 四千年の夢の巻                   | 1984年2月15日                    | 4-08-851478-5                    |
| 第9巻                            | 風魔反乱の巻                     | 1984年4月15日                    | 4-08-851479-3                    |
| 第10巻                           | 風の旗の巻                       | 1984年5月15日                    | 4-08-851480-7                    |

| ワイド版 ホーム社 ジャンプコミックスセレクション | ワイド版 ホーム社 ジャンプコミックスセレクション | ワイド版 ホーム社 ジャンプコミックスセレクション | ワイド版 ホーム社 ジャンプコミックスセレクション |
| 巻数                                             | 副題                                             | 発売日                                           | ISBN                                             |
| ------------------------------------------------ | ------------------------------------------------ | ------------------------------------------------ | ------------------------------------------------ |
| 1                                                |                                                  | 1993年6月23日                                    | 4-83-421291-2                                    |
| 2                                                | 風林火山                                         | 1993年7月24日                                    | 4-83-421292-0                                    |
| 3                                                | 華悪崇                                           | 1993年8月24日                                    | 4-83-421293-9                                    |
| 4                                                | 聖剣戦争                                         | 1993年9月22日                                    | 4-83-421294-7                                    |
| 5                                                | 四千年の夢                                       | 1993年10月24日                                   | 4-83-421295-5                                    |
| 6                                                | 風の旗                                           | 1993年11月24日                                   | 4-83-421296-3                                    |

| 文庫版 集英社 集英社文庫 | 文庫版 集英社 集英社文庫 | 文庫版 集英社 集英社文庫 | 文庫版 集英社 集英社文庫 |
| 巻数                     | 題字                     | 発売日                   | ISBN                     |
| ------------------------ | ------------------------ | ------------------------ | ------------------------ |
| 1                        | 風                       | 2000年2月23日            | 4-08-617515-0            |
| 2                        | 雪                       | 2000年2月23日            | 4-08-617516-9            |
| 3                        | 炎                       | 2000年4月23日            | 4-08-617517-7            |
| 4                        | 光                       | 2000年4月23日            | 4-08-617518-5            |
| 5                        | 雷                       | 2000年5月23日            | 4-08-617519-3            |
| 6                        | 天                       | 2000年5月23日            | 4-08-617520-7            |

| 究極最終版 小学館 小学館クリエイティブ | 究極最終版 小学館 小学館クリエイティブ | 究極最終版 小学館 小学館クリエイティブ | 究極最終版 小学館 小学館クリエイティブ |
| 巻数                                   | 題字                                   | 発売日                                 | ISBN                                   |
| -------------------------------------- | -------------------------------------- | -------------------------------------- | -------------------------------------- |
| 1                                      | -夜叉篇-                               | 2019年11月13日                         | 978-4-7780-3320-0                      |
| 2                                      | -聖剣戦争篇1-                          | 2019年12月13日                         | 978-4-7780-3321-7                      |
| 3                                      | -聖剣戦争篇2/風魔反乱篇-               | 2020年1月23日                          | 978-4-7780-3322-4                      |

## OVA
1989年から1992年にかけて計3シリーズが作られた。現在は全巻が収録された『風魔の小次郎DVDコレクション』が販売されている。シリーズは「夜叉篇」（第1 - 6話）「聖剣戦争篇」（第7 - 12話）「最終章 風魔反乱篇」（第13話）に分けられ、スタッフも各シリーズごとに一部入れ替わりがある。

### スタッフ
- 原作：車田正美
- 監督：うえだひでひと
- 構成：小山高生
- キャラクターデザイン：荒木伸吾、姫野美智
- 美術監督：内田好之（第1 - 6話）→筒井典子（第7 - 13話）
- 色彩設定：武内和（第1 - 6話）
- 撮影監督：森口洋輔（第1 - 7話）→小澤次雄（第9・13話）、神山茂男（第10話）、高橋明彦（第11・12話）
- 音響監督：松浦典良（第1-6話）→渡辺淳（第7 - 13話）
- 音楽：今泉敏郎
- 音楽プロデューサー：小栗俊雄
- 音楽制作：フロムイースト
- 制作プロデューサー：阿部榮滋（第1 - 6話）→阿部倫久、島崎克実（第7 - 12話）→阿部倫久（第13話）
- プロデューサー：加藤長輝、風間康久、増島由美子（第13話）
- 制作協力：J.C.STAFF、プラスワン（第5話）
- 制作：アニメイトフィルム
- 製作・著作：ムービック／CBS・ソニーグループ

### 主題歌

#### オープニングテーマ
『DON'T GO AWAY』（第1-6話）
『SHOUT』（第7-12話）
作詞・作曲：青木秀一／編曲：NIGHT HAWKS／歌：NIGHT HAWKS（CBS-SONY RECORDS）
『風の戦士（ソルジャー）』（第13話）
作詞：車田正美／作曲・編曲・演奏：今泉敏郎／歌：三浦秀美（Sony Records）

#### エンディングテーマ
『GOOD-BYE MARRY』（第1-6話）
『ON MY WAY』（第7-12話）
作詞・作曲：青木秀一／編曲：NIGHT HAWKS／歌：NIGHT HAWKS（CBS-SONY RECORDS）
『あの日風の中で…』（第13話）
作詞：車田正美／作曲・編曲・演奏：今泉敏郎／歌：三浦秀美（Sony Records）

### サブタイトル
| 話数 | 篇                | サブタイトル            | 脚本              | 絵コンテ       | 演出                | 作画監督                   | 制作進行        | 販売年月日     |
| ---- | ----------------- | ----------------------- | ----------------- | -------------- | ------------------- | -------------------------- | --------------- | -------------- |
| 1    | 夜叉篇            | 風の一族!小次郎見参!!   | 小山高生          | うえだひでひと | 広嶋秀樹            | 河合静男                   | 原山宏明        | 1989年6月1日   |
| 2    | 夜叉篇            | 林の雷鳴!飛龍覇皇剣!!   | 渡辺誓子          | 森川滋         | 森川滋              | 水村十司                   | 原山宏明        | 1989年6月1日   |
| 3    | 夜叉篇            | 火の集結!夜叉八将軍!!   | 影山由美          | 山崎理         | 山崎理 梶谷光春     | 河合静男                   | 結城健二        | 7月1日         |
| 4    | 夜叉篇            | 山の幻夢!霧の刺客!!     | あかほりさとる    | 小柴純弥       | 小柴純弥            | 斉藤浩信                   | 原山宏明        | 7月1日         |
| 5    | 夜叉篇            | 光の舞曲!風魔死鏡剣!!   | 隅沢克之          | 中村喜則       | 中村喜則            | 梶谷光春                   | 結城健二        | 8月2日         |
| 6    | 夜叉篇            | 雪の終焉!戦士を呼ぶ声!! | 荒川稔久          | うえだひでひと | 広嶋秀樹            | 河合静男                   | 原山宏明        | 8月2日         |
| 7    | 聖剣戦争篇        | 華悪崇                  | 小山高生          | うえだひでひと | 小柴純弥            | 荒木伸吾                   | 中野実          | 1990年9月21日  |
| 8    | 聖剣戦争篇        | 十聖剣                  | 小山高生          | 殿勝秀樹       | 殿勝秀樹            | 荒木伸吾                   | 中野実 小野道昭 | 1990年9月21日  |
| 9    | 聖剣戦争篇        | 秩序（コスモ）          | 小山高生          | みずのかずのり | 島崎奈々子          | 荒木伸吾                   | 小野道昭        | 10月21日       |
| 10   | 聖剣戦争篇        | 集結                    | 小山高生          | 殿勝秀樹       | 殿勝秀樹            | 荒木伸吾                   | 横井孝          | 10月21日       |
| 11   | 聖剣戦争篇        | 鳳凰天舞                | 小山高生          | 殿勝秀樹       | 泉明宏              | 泉明宏                     | 岸陽子          | 12月1日        |
| 12   | 聖剣戦争篇        | 輪廻転生                | 小山高生          | うえだひでひと | 島崎奈々子          | 荒木伸吾 佐藤敬一 茅野京子 | 小野道昭        | 12月1日        |
| 13   | 最終章 風魔反乱篇 | 最終章 風魔反乱篇       | 立川元教 町田知之 | うえだひでひと | 中村喜則 島崎奈々子 | 荒木伸吾 姫野美智 梶谷光春 | 吉村仁志        | 1992年12月21日 |

## テレビドラマ
2007年秋よりTOKYO MX・tvk・サンテレビほかにて放送された。原作の第1部を元に制作されている。
原作発表よりかなり年月が経っているため、携帯電話で連絡を取ったりその妨害電波を発信する場面、あるいはコンビニに関する描写があるなど、現代風のアレンジが加えられている。
公式ページから無料で視聴できるサービスがなされ、毎週金曜日から随時追加配信されていた。

### キャスト
風魔一族
- 小次郎 - 村井良大
- 竜魔 - 進藤学
- 劉鵬 - 高山猛久
- 項羽 - 坂本直弥（ON/OFF）
- 小龍 - 坂本和弥（ON/OFF）
- 霧風 - 古川雄大
- 麗羅 - 鈴木拡樹
- 兜丸 - 八代真吾
- 林彪 - 髙橋剛

白鳳学園
- 北条姫子 - 川原真琴
- 柳生蘭子 - 亜弓

誠士館・夜叉一族
- 飛鳥武蔵 - 川久保拓司
- 壬生攻介 - 藤田玲
- 陽炎 - 田代功児
- 紫炎 - 丸山敦史 
- 白虎 - 齋藤ヤスカ
- 黒獅子 - 城田純 
- 闇鬼 - 遠藤公太朗
- 雷電 - 原田琢磨
- 妖水 - 川田祐
- 不知火 - 板橋春樹
- 夜叉姫 - 岡本奈月
- 飛鳥絵里奈 - 今泉野乃香

### スタッフ（ドラマ）
- 原作 - 車田正美、集英社
- 企画 - 藤原正道、安田正樹、渡辺哲也、船田晃
- 製作 - 釜秀樹、太布尚弘、篠原廣人、森重和雄
- プロデューサー - 加藤智浩、染谷正陽、石井祐佳、武蔵大司、橋内敬二
- ラインプロデューサー - 大滝裕
- シリーズ構成 - 伊藤崇、大岡俊彦
- 脚本 - 伊藤崇、大岡俊彦、笹野恵
- 音楽 - 亀山耕一郎
- 音楽プロデューサー - 増島由美子
- 音楽協力 - アニプレックス
- アクションコーディネート - ACファクトリー（冨田昌則、新上博巳）
- VFX、視覚効果 - 日本映像クリエイティブ、ソニーPCL
- 協力 - コスパ
- 衣装協力 - コスパティオ
- 監督 - 大岡俊彦、市野龍一
- 制作プロダクション - ゼネラル・エンタテイメント
- 「風魔の小次郎」製作委員会（東宝、ムービック、ソニー・ミュージックエンタテインメント、電通、電通テック）

### 主題歌（ドラマ）

#### オープニングテーマ（ドラマ）
「流星ロケット」
作詞：みく / 作曲：輝喜 / 編曲：輝喜+武井浩之 / 歌・演奏：アンティック-珈琲店- / レーベル：Music Ray'n

#### エンディングテーマ（ドラマ）
「永遠の刹那」
作詞・作曲・編曲：渡辺未来 / 歌：ON/OFF（坂本直弥・坂本和弥） / レーベル：Music Ray'n

### 放送リスト
参照『宇宙船 YEAR BOOK 2008』
| 話数     | サブタイトル            | 部活                         | 脚本                     | 監督     |
| -------- | ----------------------- | ---------------------------- | ------------------------ | -------- |
| 其ノ一   | 小次郎見参!の巻         | フットサル部                 | 大岡俊彦                 | 大岡俊彦 |
| 其ノ二   | ちいさな友達の巻        | 野球部                       | 大岡俊彦                 | 大岡俊彦 |
| 其ノ三   | 忍びの掟の巻            | ボウリング部                 | 伊藤崇                   | 市野龍一 |
| 其ノ四   | 白い羽の男の巻          | 弓道部                       | 伊藤崇                   | 市野龍一 |
| 其ノ五   | 贋作の巻                | 美術部                       | 笹野恵                   | 大岡俊彦 |
| 其ノ六   | 霧の中の巻              | シンクロナイズドスイミング部 | 笹野恵                   | 大岡俊彦 |
| 其ノ七   | 忍び、青春すの巻        | 柔道部                       | 伊藤崇 河田秀二 市野龍一 | 市野龍一 |
| 其ノ八   | よみがえる聖剣伝説の巻  | （無し）                     | 伊藤崇                   | 市野龍一 |
| 其ノ九   | 誠士館は投了するか?の巻 | 将棋部                       | 笹野恵                   | 大岡俊彦 |
| 其ノ十   | 告白の巻                | 応援団                       | 笹野恵                   | 大岡俊彦 |
| 其ノ十一 | 燃やせ 命の炎をの巻     | パティシエ部                 | 河田秀二                 | 市野龍一 |
| 其ノ十二 | 決戦の巻                | （無し）                     | 大岡俊彦                 | 大岡俊彦 |
| 其ノ十三 | あばよ! 風の中への巻    | （無し）                     | 大岡俊彦                 | 大岡俊彦 |

### 放送局
| 放送地域 | 放送局           | 放送期間                              | 放送時間                                                                                        | 放送区分  |
| -------- | ---------------- | ------------------------------------- | ----------------------------------------------------------------------------------------------- | --------- |
| 神奈川県 | tvk              | 2007年10月3日 - 12月26日              | 水曜 23:00 - 23:30                                                                              | 独立UHF局 |
| 東京都   | TOKYO MX(幹事局) | 2007年10月3日 - 12月26日              | 水曜 26:00 - 26:30                                                                              | 独立UHF局 |
| 三重県   | 三重テレビ       | 2007年10月3日 - 12月26日              | 水曜 26:55 - 27:25                                                                              | 独立UHF局 |
| 兵庫県   | サンテレビ       | 2007年10月5日 - 12月28日              | 金曜 26:05 - 26:35                                                                              | 独立UHF局 |
| 千葉県   | チバテレ         | 2009年4月24日 - 2009年5月6日※連日放送 | 月曜 26:10 - 26:40 火曜 - 木曜 26:30 - 27:00 金曜 27:05 - 27:35 土曜 - 日曜 26:05 - 26:35       | 独立UHF局 |
| 北海道   | 北海道放送       | 2007年10月13日 - 2008年1月5日         | 土曜 26:10 - 26:40                                                                              | TBS系列   |
| 福岡県   | RKB毎日放送      | 2007年10月13日 - 2008年1月5日         | 土曜 26:45 - 27:15                                                                              | TBS系列   |
| 全国     | チャンネルNECO   | 2008年9月16日 - 12月9日               | 本放送： 火曜 20:00 - 20:30 再放送： 火曜 28:30 - 29:00 土曜 8:00 - 8:30 翌週火曜 12:00 - 12:30 | CS        |
| 全国     | チャンネルNECO   | 2009年2月9日 - 2月17日                | 月 - 金曜 19:00 - 20:00 （2話ずつ）                                                             | CS        |
| 全国     | チャンネルNECO   | 2009年2月15日 - 2月28日               | 土、日曜 6:00 - 8:00 （4話ずつ）                                                                | CS        |

### 映像ソフト
2008年に東宝からDVDが発売された。全4巻。

### ミュージカル
ドラマのキャストによるミュージカルが2008年3月12日から16日にかけて新宿シアターアプルにて上演。
2008年7月25日にDVDが発売された。

### ネットラジオ
項羽・小龍役の坂本兄弟によるネットラジオ『風魔の小次郎 ラジオ風林火山!』2006年1月18日から3月7日にかけて音泉にて配信。

#### ゲスト
- 村井良大（1月25日、3月7日）
- 鈴木拡樹（2月1日）
- 川久保拓司（2月8日、2月29日）
- 藤田玲（2月15日）
- 進藤学（2月22日）